# NCSA HTTPd
De NCSA HTTPd is een webserver die door Robert McCool en anderen is ontwikkeld. Het programma werd geschreven door de NCSA.
De NCSA HTTPd is een van de eerste webservers, na de webserver die Tim Berners-Lee ontwikkelde bij CERN, de Plexus-server van Tony Sanders en enkele anderen. Gedurende een tijd was het een veelgebruikte webserver, veelal in combinatie met de Mosaic webbrowser als een client/server-combinatie. De NCSA HTTPd implementeerde als eerste de Common Gateway Interface (CGI) en maakte het daardoor mogelijk om dynamische websites te ontwikkelen en computerprogramma's en -scripts op websites te laten draaien.
De NCSA HTTPd is ontwikkeld tot 1998 waarna de ontwikkeling is gestopt. De code heeft nog een tijd deel uitgemaakt van het Apache-project. De NCSA HTTPd-code is na het herschrijven van de Apache-code uit Apache verdwenen.